# 莫滕·尤尔曼
莫滕·布洛姆·杜伊·尤尔曼（丹麥語：Morten Blom Due Hjulmand，丹麥語發音：[ˈmɒːtn̩ ˈjuːlˌmænˀ]，1999年6月25日—），丹麦职业足球运动员，司职后腰，效力于葡超俱乐部葡萄牙体育和丹麦国家队。
尤尔曼出身于哥本哈根足球會，2018年5月加盟艾特米拿華卡默德林青训队，同年7月首次代表一线队参赛。2021年1月，转会至意乙球队萊切，帮助莱切拿下2021/22赛季意乙联赛冠军，升级意甲联赛。2023年8月，转会至葡超俱乐部葡萄牙体育，帮助球队拿下2023/24赛季葡超冠军。
尤尔曼代表丹麦各级青年国家队出场，2023年9月首次代表成年队出战，2024年6月代表丹麦国家队参加欧洲杯。

## 俱乐部生涯

### 艾特米拿華卡默德林

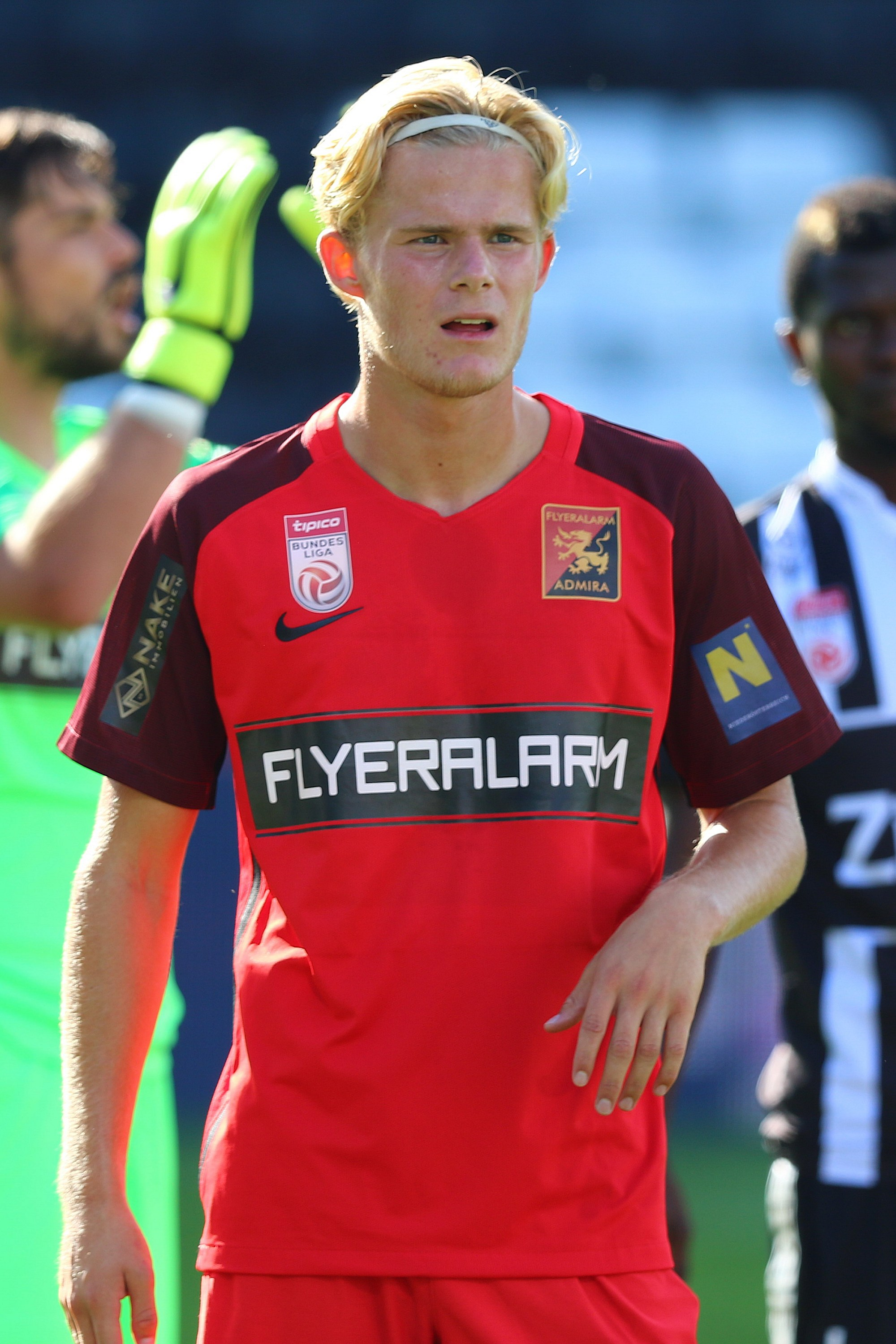
2018年，尤尔曼随艾特米拿華卡默德林出战

尤尔曼出生于丹麦凯斯楚普，在哥本哈根足球會的青训学院接受足球培训，2018年5月13日来到奥地利，加盟艾特米拿華卡默德林U-19阵容，双方签约之2022年6月。
2018年7月20日，尤尔曼首次代表艾特米拿華卡默德林一线队出战，参加对阵濱湖新錫德爾1919的奧地利盃比賽。六天后，首次参加欧足联欧洲联赛，在0比3惜败索菲亞中央陸軍的比赛中首发，至半场被丹尼尔·托斯换下。7月29日，首次参加奥超联赛，在0比3输给維也納迅速的比赛中，于第78分钟替换丹尼尔·托斯上场。在艾特米拿華卡默德林的第一年，尤尔曼站稳首发球员位置，共出战32场比赛。
新赛季的2019年10月19日，他在4比1客场战胜阿爾特阿赫萊茵多夫的奥超联赛比赛中，攻入自己在艾特米拿華卡默德林的首球。在艾特米拿華卡默德林的两个半赛季，尤尔曼共出战68场，这枚进球是他在俱乐部的唯一一个进球。

### 莱切
2021年1月16日，与艾特米拿華卡默德林共同开启2020至21赛季的尤尔曼转会至意乙俱乐部萊切，转会费用达17万欧元，双方签约四年。只过了八天，他就献上自己在莱切的处女秀，在主场2比2战平恩波利的比赛中，于下半场替补上场。
转会到莱切后不久，尤尔曼就成为球队的一大支柱，也是意乙联赛最出色的中场球员，帮助球队杀入升级附加赛半决赛，结果未能顺利升级至意甲。2021至22赛季，尤尔曼成为2021至22赛季意乙出场时间最多的球员，帮助莱切夺得意乙冠军，时隔两年再度重返意甲联赛。
2022至23赛季，尤尔曼接替离队的法比奥·卢乔尼，担负起队长责任，以23岁的年纪成为意甲史上最年轻的球队队长。2022年8月13日，他在1比2输给国际米兰的比赛中首次亮相意甲联赛。
2022年8月13日，尤尔曼首次参加意甲比赛，惟莱切1比2输给国际米兰。在主教练马克·巴罗尼的带领下，尤尔曼成为球队中场的中坚力量，凭借充满活力、视野开阔、个性鲜明、技术娴熟、性情温和等优良特质，成为意甲场均跑动公里数最远的球员（场均10公里），抢断次数高居联赛之首。赛季结束后，莱切侥幸保级，尤尔曼在其中发挥了至关重要的作用。

### 葡萄牙体育
2023年8月13日，尤尔曼转会至葡超俱乐部葡萄牙体育，转会费用1800万欧元，双方签约五年，附加其他费用则高达2100万欧元，解约金则为8000万欧元。
2023年8月15日，尤尔曼首次代表葡萄牙体育上场，在第75分钟替补馬古斯·愛華士上场，帮助球队客场2比1击败卡萨皮亚。8月27日，首次在葡萄牙体育首发，至第84分钟被丹尼尔·布拉甘萨换下场，帮助球队主场1比0战胜法马利康。9月17日，葡萄牙体育主场对战莫雷倫斯，尤尔曼拿下比赛开门红，打进葡萄牙体育生涯首球，帮助球队3比0战胜对手。不过几个月，尤尔曼就取代了曼努埃尔·乌加特的地位，肩负起球队领导的角色，经常出现在靠前的远距离射门区域，球队主教练鲁本·阿莫林因此认为他的技术比同样位置的乌加特，以及新近离队的若昂·帕利尼亚更为出色。2024年5月5日，葡萄牙体育战胜法马利康，拿下球队第20个葡超冠军，个人则入选联赛最佳阵容。2024年7月7日，接任离队的施巴斯坦·高亞迪斯，成为葡萄牙体育新一任隊長。8月3日，队长上任后的首战，在葡萄牙超级杯中对阵死敌波尔图，结果葡萄牙体育在领先波尔图三球的情况下，被波尔图连扳四球，错失冠军。

## 国家队生涯
2023年6月16日和6月19日，尤尔曼获丹麦国家队征召，参加对阵北愛爾蘭和斯洛文尼亞的2024年歐洲國家盃外圍賽。2023年9月7日，尤尔曼首次代表丹麦国家队出战，在比赛中替补上场，帮助丹麦4比0大胜聖馬力諾。
2024年6月20日，尤尔曼在对阵英格蘭的2024年歐洲足球錦標賽比赛中攻入丹麦国家队首球，帮助丹麦扳平比分。

## 个人生活
尤尔曼与前丹麥國家足球隊主教练卡斯珀·尤爾曼无任何关系。

## 生涯数据

### 俱乐部
最後更新：2025年5月25日 
| 球队               | 赛季     | 联赛     | 联赛 | 联赛 | 国家杯 | 国家杯 | 联赛杯 | 联赛杯 | 大洲赛 | 大洲赛 | 其他 | 其他 | 总计 | 总计 |
| 球队               | 赛季     | 组别     | 出场 | 进球 | 出场   | 进球   | 出场   | 进球   | 出场   | 进球   | 出场 | 进球 | 出场 | 进球 |
| ------------------ | -------- | -------- | ---- | ---- | ------ | ------ | ------ | ------ | ------ | ------ | ---- | ---- | ---- | ---- |
| 艾特米拿華卡默德林 | 2018–19  | 奥超     | 29   | 0    | 1      | 0      | —      | —      | 2      | 0      | —    | —    | 32   | 0    |
| 艾特米拿華卡默德林 | 2019–20  | 奥超     | 30   | 1    | 1      | 0      | —      | —      | —      | —      | —    | —    | 31   | 1    |
| 艾特米拿華卡默德林 | 2020–21  | 奥超     | 9    | 0    | 2      | 0      | —      | —      | —      | —      | —    | —    | 11   | 0    |
| 艾特米拿華卡默德林 | 总计     | 总计     | 68   | 1    | 4      | 0      | —      | —      | 2      | 0      | —    | —    | 74   | 1    |
| 萊切               | 2020–21  | 意乙     | 19   | 0    | 0      | 0      | —      | —      | —      | —      | 2    | 0    | 21   | 0    |
| 萊切               | 2021–22  | 意乙     | 37   | 0    | 1      | 0      | —      | —      | —      | —      | —    | —    | 38   | 0    |
| 萊切               | 2022–23  | 意甲     | 35   | 0    | 1      | 0      | —      | —      | —      | —      | —    | —    | 36   | 0    |
| 萊切               | 总计     | 总计     | 91   | 0    | 2      | 0      | —      | —      | —      | —      | 2    | 0    | 95   | 0    |
| 葡萄牙体育         | 2023–24  | 葡超     | 30   | 3    | 7      | 1      | 2      | 0      | 10     | 0      | —    | —    | 49   | 4    |
| 葡萄牙体育         | 2024–25  | 葡超     | 28   | 2    | 6      | 0      | 3      | 1      | 9      | 0      | 1    | 0    | 47   | 3    |
| 葡萄牙体育         | 总计     | 总计     | 58   | 5    | 13     | 1      | 5      | 1      | 19     | 0      | 1    | 0    | 96   | 7    |
| 生涯总计           | 生涯总计 | 生涯总计 | 216  | 6    | 19     | 1      | 5      | 1      | 21     | 0      | 3    | 0    | 264  | 8    |

注释
1. ↑  奧地利盃、意大利盃、葡萄牙盃
2. ↑  葡萄牙聯賽盃
3. 1 2  欧足联欧洲联赛出场次数
4. ↑  意乙升级附加赛出场次数
5. ↑  欧洲冠军联赛出场次数
6. ↑  葡萄牙超級盃出场次数

### 国家队
最後更新：2025年6月10日
| 国家队 | 年份 | 出场 | 进球 |
| ------ | ---- | ---- | ---- |
| 丹麥   | 2023 | 3    | 0    |
| 丹麥   | 2024 | 12   | 1    |
| 丹麥   | 2025 | 4    | 0    |
| 总计   | 总计 | 19   | 1    |

### 国家队进球纪录
最後更新：2025年6月10日
进球比分与最终比分以丹麦得分为先，每一栏代表尤尔曼打进一球。
| # | 比赛日期      | 比赛场地                   | 出场次数 | 对手   | 进球比分 | 最终比分 | 比赛                 |
| - | ------------- | -------------------------- | -------- | ------ | -------- | -------- | -------------------- |
| 1 | 2024年6月20日 | 德国法兰克福德意志银行公园 | 9        | 英格兰 | 1–1      | 1–1      | 2024年歐洲足球錦標賽 |

## 荣誉记录
莱切
- 意大利足球乙级联赛冠军：2021–22（英语：2021–22 Serie B）[7]

葡萄牙体育
- 葡萄牙足球超级联赛冠军：2023–24[22]、2024–25[34]
- 葡萄牙盃冠军：2024–25（英语：2024–25 Taça de Portugal）[35]

个人
- 葡超年度最佳阵容：2023–24[36]